# 포르키아
포르키아(이탈리아어: Forchia)는 이탈리아 캄파니아주 베네벤토도의 코무네다. 나폴리로부터 북동쪽으로 35km , 베네벤토 남서쪽으로 25km 거리에 있다.